# Далматинска иглица
Далматинска иглица (лат. Geranium dalmaticum) је биљка из породице здраваца (Geraniaceae), ендемит Пељешца.

## Распрострањеност
Ова биљка расте на полуострву Пељешац у Хрватској, око Биоча и Хума Ораховског у Црној Гори, те у кањону Цијевне, на граници Црне Горе и Албаније. Расте на северним обронцима од 350 m надморске висине на више, а на јужним падинама између 300 и 900 m надморске висине.

## Изглед
Висока је 10—15 cm. Цветови су декоративни, ружичасте боје, симетрични, са по 5 чашичних листића, 5 латица и 10 прашника. Цвета у јуну и јулу. Листови су округли, глатки и зелени. Расте у већим бусеновима. Размножава се семеном.

## Еколошки захтеви
Одговарају јој камењари и светле шуме далматинскога црнога бора. Далматинска иглица је вишегодишња биљка и отпорна је на природне услове. Уништава се брањем, због декоративна изгледа. 

## Занимљивости
Хрватска пошта је штампала поштанску маркицу са ликом далматинске иглице 2000. године. Вредност поштанске маркице је била 5 куна, а тираж од 350.000 примерака. Дизајнер је Данијел Поповић.